# Behrooz Karamizade

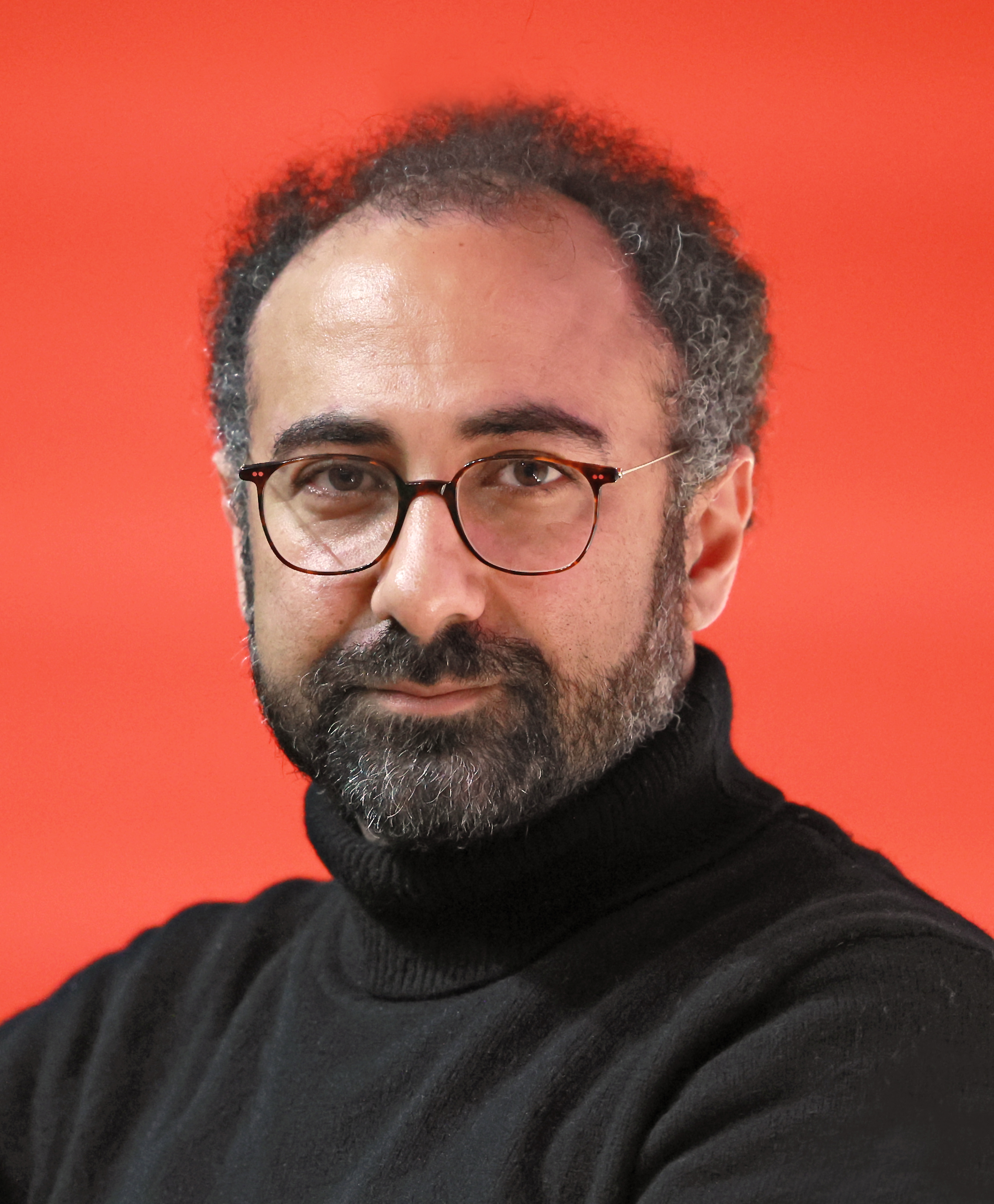
Behrooz Karamizade, Frankfurter Buchmesse (2023)

Behrooz Karamizade (persisch بهروز کرمی زاده; geboren 1978 in Ahvaz) ist ein deutsch-iranischer Filmregisseur, Kameramann, Drehbuchautor und Filmeditor.

## Leben und Werk
Behrooz Karamizade emigrierte mit seiner Familie 1984 aus dem Iran zunächst in die Sowjetunion und dann 1985 nach Deutschland, wo er die Schule besuchte. Er war von März 1999 bis November 2001 in Köln als Assistent des Fotografen Gerhard Kley tätig und 2002 Kameraassistent bei verschiedenen Werbefilm- und TV-Produktionen. Es schloss sich ein Philosophie-Studium in Köln an und einige Auslandsaufenthalte in Iran und China. Ab 2007 studierte er an der Kunsthochschule Kassel das Fach Visuelle Kommunikation mit einem Schwerpunkt im Bereich Film und Fernsehen.
Noch während des Studiums entstand 2008 sein erster Dokumentarfilm Kindsein im Iran, der im Hessischen Fernsehen ausgestrahlt wurde. Er schloss das Studium mit einem Master im Jahr 2013 ab. Sein Abschlussfilm, der Kurzfilm Bahar im Wunderland, erhielt zahlreiche Auszeichnungen, darunter 2014 den Deutschen Menschenrechts-Filmpreis, und wurde auf mehr als 150 Festivals weltweit eingeladen. Von 2015 bis 2018 promovierte Karamizade an der Kunsthochschule Kassel und unterrichtete dort als Dozent.
Für sein Langfilmdebüt, Leere Netze, das 2023 seine Premiere hatte, erhielt er im Jahr 2021 den Deutschen Drehbuchpreis. Der Film wurde unter anderem beim Filmfestival in Karlovy Vary mit dem Sonderpreis der Jury ausgezeichnet und beim Münchner Filmfest mit dem Förderpreis Neues Deutsches Kino als Beste Produktion. Der Kinostart war im Januar 2024, daneben wurde der Film in der ARD ausgestrahlt.
Neben eigenen Filmen arbeitet Behrooz Karamizade auch als Kameramann und Filmeditor für andere Produktionen, darunter etwa bei See der Freude (2019) von Aliaksei Paluyan. Karamizade wurde für diesen Film für die beste Kameraführung beim Flathead Lake International Cinemafest 2021 ausgezeichnet.

## Filmografie (Auswahl)

### Regie
- 2007: Murche (Kurzfilm)
- 2008: Kindsein im Iran (Dokumentarfilm)
- 2009: Packing (Kurzfilm)
- 2011: Salam Aleikum Allemagne (Dokumentarfilm)
- 2013: Bahar im Wunderland (Kurzfilm)
- 2023: Leere Netze

### Schnitt
- 2015: Ticket from the Past (Kurzfilm), Regie: Miriam Steen
- 2016: Alles in Butter (Kurzfilm), Regie: Rike Holtz
- 2021: Courage (Dokumentarfilm), Regie: Aliaksei Paluyan

### Kamera
- 2019: See der Freude (Kurzfilm)

## Preise (Auswahl)
Bahar im Wunderland
- 2014: Bester regionaler Kurzfilm 7. Lichter Filmfest Frankfurt International[7]
- 2014: Ca’ Foscari Kurzfilmfestival Venedig Sonderpreis Volumina
- 2014: Lobende Erwähnung beim Brescello Film Festival
- 2014: Lobende Erwähnung beim 26. Festival de Cinema de Girona
- 2014: Deutscher Menschenrechts-Filmpreis in der Kategorie Bildung

See der Freude
- 2021: Beste Kamera beim Flathead Lake International Cinemafest

Leere Netze
- 2021: Deutscher Drehbuchpreis
- 2023: Sonderpreis der Jury beim Internationalen Filmfestival Karlovy Vary
- 2023: Hessischer Filmpreis in der Kategorie Bester Newcomer[8]
- 2023: Filmfest München Förderpreis Neues Deutsches Kino
- 2024: Lobende Erwähnung beim San Francisco International Film Festival in der Kategorie Global Visions[9]